# Kinderen van de lamp
Kinderen van de lamp (originele titel: Children of the Lamp) is een fantasy-boekenreeks, geschreven door de Britse auteur P.B. Kerr. De reeks is gericht op jonge tieners, vanaf ca. 12 jaar.

## Djinn
Het verhaal gaat over een tweeling, Bob en Roos, die op een veel te jonge leeftijd (12 jaar) hun verstandskiezen krijgen. Deze moeten getrokken worden en vanaf toen gebeuren er veel onverklaarbare dingen.
Wanneer hun oom Nimrod vraagt of ze in de zomervakantie bij hem in Londen willen komen logeren ontdekt de tweeling dat hun oom een machtige Djinn is. Niet alleen hun oom is een Djinn, maar hun moeder en zijzelf ook. Dan begint het avontuur pas.

## Bewakers van het geluk
Djinn zijn bewakers van het geluk in het universum. Er zijn zes Dinn-stammen, verdeeld in goed en kwaad. Bob en Roos behoren tot de Marid, een goede stam. Deze stam is klein in aantal, maar de sterkste van allen.
De Ifrit is een tegenovergestelde stam van de Marid. Een zeer kwade stam en daarbij de aartsvijanden van de Marid.
Andere goede stammen zijn Jinn en Jann, andere kwade stammen zijn Ghul en Shaitan.
De taak van de goede Djinn is de mensheid gelukkig maken. De kwade Djinn hebben als taak om dat juist niet te doen. Een van de manieren van de kwade Djinn is door gokhuizen te beheren.

## De Blauwe Djinn van Babylon
De Blauwe Djinn is een symbolische leider van alle Djinn, zowel de kwade als de goede. Ze is zelfs verheven boven goed en kwaad, omdat ze niet kijkt naar wat goed of kwaad is, maar handelt naar rede en logica. Hierdoor kan ze eerlijk en goed omgaan met zowel de slechte als met de goede Djinn. Ze zorgt voor het welzijn van de Djinn, maar is ook rechter. Ze bepaald de straffen als een Djinn zich niet aan de Bagdad Regels (zie elders) houden.
Een Blauwe Djinn is altijd vrouwelijk en erg hardvochtig om zich staande te kunnen houden tussen goed en kwaad. Elk jaar in januari, als ze dertig dagen naar het hangende paleis van Babylon in Irak gaat, hardt ze haar hart en wordt ze nog hardvochtiger dan het jaar daarvoor.
De grootmoeder van de tweeling, Ayesha genaamd, was de Blauwe Djinn ten tijde van het eerste en tweede boek. Dit wisten Bob en Roos echter niet totdat ze Roos ontvoerde om of haar, of haar dochter (dus Roos' moeder) te dwingen om haar op te volgen. Dit had ze gedaan omdat haar einde naderde en geen geschikte Djinn heeft kunnen aanwijzen als haar vervanger.

## Locaties
In de serie komt een aantal locaties voor. Belangrijke locaties in de reeks zijn:

### Het hof van de Blauwe Djinn van Babylon
Het hof is gevestigd in het Pergamon museum in het oosten van Berlijn. Wanneer de Blauwe Djinn zich niet bevindt in Babylon, bevindt ze zich hier. Het hof is voor de Djinn die haar om raad en oordeel komen vragen.

### Het hangende paleis van Babylon
De hangende paleis van Babylon is de paleis van de Blauwe Djinn. Elk jaar, tot 31 januari hard de Blauwe Djinn daar haar hart. Dit gebeurt door de boom des logica (ook wel ‘des rede’ genoemd). De lucht is in die tijd vervuld met het stuifmeel van de boom en dat zorgt voor de harding van het hart.
De hangende paleis van Babylon bevindt zich waar tegenwoordig Irak ligt. Waar de hoofdingang zich bevindt is niet bekend, maar een geheime ingang bevindt zich onder de toren van Babel. Via een gangenstelsel met diverse geestelijke beproevingen komt men uit op het Iravotum.

### Iravotum
Het Iravotum is een gevaarlijk bos. Niet alleen omdat ongewenste wensen zich door de Iravotum begeven, maar ook de Optabruller. De optabruller is een wensmonster dat alle wensen opeet. Ook bevindt zich in het Iravotum koning Nebukadnezar II. Deze koning bevindt zich daar al millennia en overleeft daar alleen omdat hij, letterlijk, niets te wensen heeft.

### Het Huis van Kafoer
Dit is een vrijplaats voor de Djinn. Als je hier in verblijft, dan mag niemand, zelfs niet de Blauwe Djinn, je deren. De meeste die zich daar verschuilen zijn verstoten door hun eigen stam of zijn op de vlucht voor een machtiger Djinn die kwaad is op de gevluchte Djinn.
Het Huis van Kafoer bevindt zich in Caïro, op een eiland op de Nijl, en is een opvallend appartementencomplex dat helemaal overwoekerd is door klimop. Binnen het complex mogen geen Djinn-krachten gebruikt worden.

## Kenmerken van de Djinn
Omdat Djinn niet hetzelfde is als een mens, een Djinn is immers van vuur gemaakt, hebben zij andere medische problemen en andere medische kenmerken dan de mens dat heeft. Er bestaan speciale Djinn-doktoren.

### Verstandskiezen
Verstandskiezen, ook wel Drakenkiezen genoemd, hebben bij Djinn een belangrijke betekenis en komen op jonge leeftijd door. Roos en Bob waren 12 toen het bij hen door kwam. Wanneer ze doorkomen is dat een teken dat de jonge Djinn zijn of haar krachten kan gaan gebruiken. Zodra deze kiezen zijn getrokken begint het Djinnleven.
Jonge Djinn die hun krachten nog niet volledig onder controle hebben kunnen last hebben van onbewuste of subliminale wensvervulling. Vooral Roos had hier last van, maar ook Bob heeft hier soms last van gehad.

### Roken
Djinn zijn van vuur gemaakt. Hierdoor vinden ze roken bijvoorbeeld erg lekker en ontspannend. Het eerste wat een Djinn ook doet als hij of zij uit de fles komt is in rook opgaan. De Djinn heeft al eeuwen proberen duidelijk te maken aan mensen dat roken niet goed is voor hen, dat in tegenstelling tot de Djinn waar het juist wel goed voor is.
Roos en Bob waren verrast toen ze (voordat ze wisten dat ze Djinn waren, maar wel al Djinnkrachten bezaten) het verlangen hadden om een sigaret te nemen.
Layla rookt graag sigaretten, Nimrod rookt graag sigaren (waar hij van het rook figuren weet uit te blazen) en Mister Rakshasas rookt graag een pijp.

### Claustrofobie en agorafobie
Claustrofobie is bij de Djinn een natuurlijk verschijnsel. Dat komt doordat Djinn veel ingesloten wordt in een fles of een lamp. Tegenwoordig gebeurt dit niet meer zoveel, maar de natuurlijke reactie om bang te zijn voor kleine ruimtes blijft bestaan. Om dit tegen te gaan gebruiken Djinn houtskoolpillen (zie kopje warmte) als ze bijvoorbeeld moeten vliegen. De romp van het vliegtuig geeft al claustrobische reacties.
Mister Rakshasas lijdt aan agorafobie. Hij heeft zo lang in een fles opgesloten gezeten waardoor hij nerveus wordt als hij lang uit zijn lamp verblijft.

### Warmte
Omdat Djinn gemaakt zijn van vuur zijn ze via een thermische camera te onderscheiden van de mensen. Ze zijn veel warmer van binnen dan dat de mensen dat zijn.
Houtskoolpillen wekken de warmte op binnen de Djinn. Hierdoor worden ze rustiger en kan het als remedie dienen voor bijvoorbeeld claustrofobie.
Roos en Bob zijn nog te jong om hun Djinnkrachten te gebruiken tijdens de New Yorkse winters. Een Djinn heeft warmte nodig. Daarom nam Nimrod de tweeling ook mee naar Egypte waar het warm was en zo de meest ideale omstandigheden zijn voor lessen voor jonge Djinn.

### Djinncantatie
Als Djinn elkaar een hand geven, dan kan de ene Djinn gebruikmaken van de krachten van de andere Djinn. Een Djinn geeft de ander een hand door zijn middelvinger over zijn levenslijn te vouwen. Op deze manier komen de levenslijnen van beide Djinn niet in aanraking met elkaar en kan de een niet onverwachts gebruikmaken van de ander z’n krachten.
Dit is een van de weinige dingen die Layla, de moeder van de tweeling, Bob en Roos geleerd heeft.

### Koper en jade
Koper en jade zijn elementen waar de Marid, de stam waar de tweeling bij hoort, heel voorzichtig mee moeten zijn. Als ze met Djinnkrachten zijn bewerkt, dan kan een Maridstamlid het niet aanraken.

### Djinn-ziektes

#### TVW
Een ziekte dat jonge Djinn kan treffen. De afkorting staat voor Te Veel Wensen. Als een jonge Djinn, die nog last kan hebben van onbewuste of subliminale wensvervulling, in de wintermaanden (met name rond Kerst) te veel in aanraking komt met te veel wensen. Een wens in vervulling laten gaan kost een Djinn energie en op deze wijze kan de jonge Djinn serieus ziek worden.

#### Winterverdoving
Ook een ziekte dat voornamelijk jonge Djinn treft. Door de kou van winters in gematigde landen stagneert de Djinnfuncties.

### Salamanderstenen
Platte, hete stenen die hun warmte de eerste 60 à 70 jaar niet verliezen. Het werkt als een soort kruik. Bob en Roos krijgen deze stenen van de Djinn-dokter om door de Winterverdoving heen te kunnen komen.

## Djinn gewoontes en gebruiken
Djinn hebben andere gewoontes dan mensen. Een aantal belangrijke gewoontes, wetten en rituelen:

### Lamp
Om een in een lamp of fles te kunnen moet de Djinn de driedimensionale ruimte verlaten. Een Djinn kan een lamp of fles met zijn eigen Djinnkrachten inrichten naar smaak.
Wanneer een Djinn op het noordelijke halfrond in een fles gaat, dan moet hij of zij tegen de wijzers van de klok in transformeren. Als dat niet gebeurt, dan gaat de tijd extra langzaam. Vijftien minuten lijken dan ineens wekenlang te duren. Op het zuidelijk halfrond is dat juist andersom.
Een Djinn hoeft nauwelijks adem te halen in een fles. Het is een soort schijndood. Hierdoor kan een Djinn enorm lang in een fles leven.
Wanneer een fles in een koude omgeving terechtkomt, zoals een vriezer, wordt het van binnen ook koud. Djinn kan niet tegen koude. De kou zal de Djinn vertragen.
Opsluiting in een fles wordt als beroepsrisico gezien van de Djinn.

### De Bagdad Regels
De Bagdad Regels komen regelmatig voor in de serie. Het is een soort protocol voor Djinn hoe te leven. Ze zijn lang geleden in Bagdad opgesteld waarna ze ook genoemd zijn.
Een van de regels is bijvoorbeeld dat diegene die je bevrijdt uit een lamp of fles drie wensen moet geven. Maar nooit een vierde, want dat heft de eerdere drie wensen op. De drie wensen gelden niet voor bloedverwanten.

### Tammuz
De Tammuz is een inwijdingsritueel. Je moet als jonge Djinn een nacht lang alleen in de wildernis verblijven.
De Tammuz is een ritueel dat duizenden jaren oud is. Dit ritueel wordt alleen door de Marid (de stam van Bob en Roos) uitgevoerd door jonge Djinn als overgangsritueel naar de volwassenheid.
De voornaamste doel van dit ritueel is het bedenken van een geschikte focuswoord.
Volgens de reeks is Tammuz de wedergeboorte van koning Nimrod. De vrouw van Nimrod, Semiramis, beviel vlak na de dood van koning Nimrod van een zoon die ze Tammuz noemde. Na de bevalling ging ze 40 dagen en nachten de woestijn in om te rouwen. Tijdens het rouwen kreeg ze een visioen dat haar zoon de wedergeboorte van Nimrod was.

### Focuswoorden
Djinn maken gebruik van focuswoorden. Dit is een soort toverwoord, maar in plaats van voor iedere magische handeling een ander woord te gebruiken, gebruikt iedere Djinn zijn eigen focuswoord. Een focuswoord helpt de Djinn om zijn djinn-macht te focussen zoals een loep het licht van de zon kan concentreren om een papiertje vlam te laten vatten. Een focuswoord is meestal een woord dat niet in dagelijks gebruik gezegd wordt.
Een focuswoord kun je veranderen, maar daarvoor heb je wel je oude nodig.
Oude bekende focuswoorden:
- SESAM (Van Sesam, open u. Een voorbeeld van een slecht focuswoord)
- ABRACADABRA

### Een Djinn in je macht hebben
Om een Djinn in je macht te krijgen moet je een stukje van de Djinn hebben, zoals een nagel, kies of een haar.

### Djinnzegel
Een Djinnzegel is een zegel (bijvoorbeeld op een deur) wat een andere Djinn niet kan openmaken. Als je bijvoorbeeld niet wilt dat de Marid, een Djinnstam, iets open kan maken, dan is het waarschijnlijk dat de zegel gemaakt is van koper of jade.
Er bestaan ook levende zegels. Een voorbeeld hiervan is een zegel van was met hierin een zeer giftige schorpioen. Een levende zegel is gevaarlijk voor zowel mensen als Djinn. Een manier om zo’n levende zegel te verwijderen is door het was met een vlam te laten smelten, dan gaat het levende wezen dood. Op het moment dat een levende zegel in vlammen opgaat, dan kun je een woord horen. Dit woord is gebruikt om de betovering tot stand te laten komen en kan een aanwijzing bevatten over diegene die de zegel heeft aangebracht.

### Uit lichaam treden
Een Djinn kan uit zijn lichaam treden en bezit nemen van een menselijke lichamen. Een voordeel van in een lichaam kruipen is dat het makkelijker is als er handelingen moeten gebeuren of vragen moeten worden gesteld. Rond blijven zweven kan ook, maar heeft geen verdere voordelen. Het lichaam is wel onbewaakt als de Djinn is uitgetreden en ergens anders naartoe is gezweefd.

### Diertransformatie
In dieren veranderen heeft als voordeel dat dieren perfect zijn voor hun omgeving zoals kamelen zijn gebouwd voor woestijnachtige omgevingen. Er kan alleen niet gesproken worden, maar als een Djinn denkt, dan kan de andere Djinn, die ook in een dier is veranderd, je wel horen. Zo kan er wel gecommuniceerd worden. In een dier veranderen heeft zijn beperkingen. Een Djinn kan niet oneindig lang veranderen in een willekeurige dier. De Marid, de stam waar de tweeling toebehoord, kan wel oneindig lang in een kameel veranderen.

### Quaestor bezwering
Met deze bezwering kan een Djinn erachter komen waar de ander, waartegen de bezwering is gericht, een hekel aan heeft. Dit gebeurt doordat letterlijk waar de persoon een hekel aan heeft uit zijn mond komt rollen. Bob heeft eens zo'n bezwering over zich heen gehad. Hij braakte achter elkaar erwtensoep, broccoli, sla, artisjokharten, koolraap en spinazie in roomsaus over de vloerbedekking.

### Discrimen
Discrimen zijn min of meer tegoed-wensen. Het is gebruikelijk discrimen te geven aan jonge Djinn. Zij kunnen die gebruiken wanneer ze in nood verkeren. Een discrimen wordt doorgegeven van de Djinn naar de ontvanger door een woord. Dit is meestal een erg lang woord. Als de ontvanger het echt nodig heeft, kan hij of zij de discrimen zonder problemen herinneren en uitspreken. Er zit echter wel een nadeel aan. Als je namelijk twee discrimen tegelijk gebruikt, heffen ze elkaar op. Bij het uitspreken kan het tegoed "opgewaardeerd" worden.
Gebruikte discrimen:
- NAUDAMPFSCHIFAHRTSGESELLFTKAPITAEN (Gegeven door Frank Vody aan Bob)
- SHABRIRI (Gegeven door Nimrod aan Roos)
- RIMSKY-KORSAKOV (Gegeven door Nimrod aan Bob)

### Vindicta
Wanneer een Vindicta wordt uitgesproken over iemand, dan is de hele stam van diegene die het uitspreekt verplicht om wraak uit te voeren namens diegene die het uitgesproken heeft.

## Personages
In de boeken komen diverse personages voor, in verschillende soorten.
- Mensen, ook wel aardse wezens genoemd, zij zijn gemaakt van aarde
- Djinn, de hoofdrolspelers in de boekenreeks, zij zijn gemaakt van vuur
- Engelen, spelen in deel 1 en 2 geen rol, zij zijn gemaakt van licht
- Demonen, gevallen engelen

Wanneer een mannelijke Djinn kinderen krijgt van een vrouwelijke mens, dan zullen deze kinderen geen Djinnkrachten bevatten. Andersom (vrouwelijke Djinn en mannelijke mens) is dit wel het geval. Deze kinderen hebben geen beperking op hun krachten omdat ze een halfbloedje zijn, ze worden zelfs niet als halfbloedje gezien, maar volledig Djinn.

### Roos en Bob Galjoen
Dit zijn de hoofdpersonages in de boekenreeks. Ze zijn een tweeling van 12 jaar. Bob is de oudste van de twee met slechts 10 minuten. Hij heeft donker, steil haar, is dun en lang, en draagt graag zwart.
Roos is kleiner en heeft golvend rood haar. Op haar neus draagt ze een hoornen bril waardoor ze slimmer lijkt dan haar broer. Van binnen lijkt de tweeling wel veel op elkaar. Ze denken en doen vaak hetzelfde.
Het zijn nog maar jonge Djinn en moeten nog veel leren. Het meeste leren ze van hun oom Nimrod. Hun moeder is net zoals zij een Djinn, maar hun vader is een mens.
Roos heeft als focuswoord FABULOFANTASTICOWONDERSPETTERMAGICO.
Bob heeft als focuswoord ABECEDARIA.

### Nimrod Roderik Godewind
Nimrod is de broer van de moeder van Roos en Bob. Hij is een zeer machtige Djinn en leider van hun stam, de Marid. Feitelijk is eigenlijk zijn zus, Layla Galjoen, dat, maar zij had jarenlang haar Djinnkrachten afgezworen. Nimrod leert de tweeling het meeste over Djinn. Dit voornamelijk omdat Layla haar man beloofd had hun kinderen zo veel mogelijk als mensenkinderen op te voeden. Nimrod houd erg van de kleur rood, wat hij dan ook altijd draagt.
Nimrod heeft als focuswoord QWERTYUIOP.

### Layla Galjoen
Layla is de moeder van de tweeling en getrouwd met een mens, Edward Galjoen. Jarenlang had zij haar Djinnkrachten opgegeven. Andere Djinn, goed en slecht, moesten haar keuze respecteren.
Doordat haar kinderen in levensgevaar waren gebruikte ze weer haar Djinnkrachten. Hierdoor kan ze niet meer terug naar haar menselijke leefwijze. Eenmaal weer terug kan ze niet verwachten dat de andere Djinn haar weer zal respecteren als ze weer ervoor zou kiezen om haar Djinnkrachten af tezweren.

### Mister Rakshasas
Mister Rakshasas komt oorspronkelijk uit India, maar hij heeft jaren vast gezeten in een lamp in Ierland. Hierdoor heeft hij een Ierse accent gekregen. Hij spreekt met veel gezegdes en spreekwoorden.
Mister Rakshasas rookt graag een pijp en door zijn agorafobie begeeft hij zich graag in zijn lamp. Vaak als hij met Nimrod en de kinderen op reis gaat verblijft hij in zijn lamp. Overleggen met Mister Raksdhasas kan wel als hij in zijn lamp verblijft. Hij is een wijs man en zodoende wordt raad van hem zeer gewaardeerd.
Mister Rakshasas heeft als focuswoord SESQUIPEDALIUM.

### Gromschot
Gromschot is de eenarmige butler en chauffeur van Nimrod. Het is een enorme mopperkont, maar al gaande het verhaal wordt duidelijk dat hij eigenlijk een hart van goud heeft. Hij raakt enorm op de tweeling gesteld en waagt zelfs zijn leven voor ze.
Gromschot is een mens en had ooit Nimrod weten te bevrijden uit een vaas waardoor hij drie wensen mocht doen. Na de tweede (nutteloze) wens besloot hij dat hij heel goed moest nadenken over zijn derde wens. Hierdoor was hij aan Nimrod gehecht en kwam zo dus bij hem in dienst. Uiteindelijk heeft hij zijn derde wens opgegeven om Nimrod te redden. Hij wilde niet nog eens drie wensen omdat hij het tegoed als zeer belastend had ervaren. Wel is hij in dienst gebleven bij Nimrod.
Een van de vreemdste gewoontes van Gromschot is dat hij op reizen naar het buitenland altijd babyvoeding eet uit potjes. Hij beweert dat hij ziek wordt van plaatselijke gerechten in bijvoorbeeld Egypte, maar ook bij de Noordpool waar zeehondenstoofpot werd geserveerd.

### Alen en Neil
Totdat de tweeling erachter kwamen dat ze van een Djinnstam afstamden wisten ze niet beter dan dat Alen en Neil hun huisdieren waren. Later kwamen ze erachter dat zij eigenlijk de broers van Edward Galjoen (de vader van de tweeling) en dus mensen zijn. Door een moordpoging had Layla Galjoen de broers als straf in rottweilers veranderd. In boek twee worden ze weer mensen nadat ze als honden gestorven waren konden ze weer als mensen wederkeren.

### Iblis
Iblis is stamhoofd van de slechte stam Ifrit. Hij is lang, knap en ziet eruit als een arrogante Engelsman. Iblis is de aartsvijand van Nimrod, maar ook de tweeling kunnen wraak op hen van hem verwachten. Dankzij de tweeling en Nimrod is opgesloten en had hij als straf gekregen: eenzame opsluiting op Venus voor tien jaar. Hij heeft namelijk de mens Hoessein Hoessaout vermoord wat tegen de Djinnregels in gaat. Wat hij kennelijk niet weet is dat Nimrod geprobeerd heeft om die straf te verminderen, maar dat is hem niet gelukt. Hij is opgesloten in de lamp door Nimrod, maar later weet hij toch te ontsnappen.

### Kleine rollen
Hieronder staan kleine, maar noemenswaardige rollen:

#### Jenny Sachertorte
Jenny Sachertorte is een Djinn-dokter. Ze heeft een gezondheidscentrum in Palm Springs, maar de meeste behandelingen die ze heeft ontwikkeld is bestemd voor Djinn.
Ze is een gescheiden Djinn. Ze heeft een zoon Dybbuck. Haar ex-man is ook een Djinn.
Dokter Sachertorte draagt graag blauw, inclusief blauwe schoenen en een tas.

#### Dybbuck
Dybbuck, geboren uit twee Djinn, is de zoon van Jenny Sachertorte en net zo oud als de tweeling, hoewel hij veel ouder doet voorkomen. Hij haat zijn naam en wordt veel liever Buck genoemd.
Dybbuck weet wel veel meer van Djinn en Djinngewoontes dan de tweeling omdat hij, dat in tegenstelling tot de tweeling, wel wist dat wat hij was.
De moeder van Dybbuck heeft hem een tijdje een bezwering opgelegd. Hij kan zijn Djinnkrachten niet gebruiken totdat zij vindt dat hij de verantwoordelijkheid kan dragen. Dit heeft ze gedaan door hem zijn focuswoord te laten vergeten.

#### Mimi en Lilith De Ghulle
Mimi en haar dochter Lilith zijn Djinn, maar tot welke stam ze toebehoren is niet duidelijk. Volgens Nimrod behoren ze bij een slechte Djinn-stam, maar dat Mimi wilt doen laten lijken alsof ze goed is. Hiermee probeert ze in een goed plaatje te komen staan bij de Blauwe Djinn om in aanmerking te komen als haar opvolger.
Mimi heeft opgepompte lippen en een perfect, maar te kleine neus. Haar dochter, Lilith, lijkt op haar moeder zoals baasjes dat ook kunnen doen bij honden.

#### Mevrouw Tromp
Mevrouw Tromp is mens en is de huishoudster van familie Galjoen in New York. Ze heeft twee dochters in Italië wonen en wenste dat ze ooit een grote prijs zou winnen om haar dochters te kunnen bezoeken. Onbedoeld heeft Roos (die op dat moment nog niet wist dat ze een Djinn was) die wens laten uitkomen. Mevrouw Tromp had een prijs gewonnen van drieëndertig miljoen dollar. Ondanks de grote prijs is ze toch bij familie Galjoen blijven werken, gewoon omdat ze plezier in haar werk heeft.

#### Hoessein Hoessaout en zijn zoon Bakshish
Hoessein had een rol in het eerste boek. Hij had een winkel in het oude gedeelte van Caïro waar hij, zoals Nimrod het noemde, "toeristenrommel" verkocht. Samen met zijn elfjarige zoon, Bakshish ging hij regelmatig illegaal op zoek naar archeologische voorwerpen wat hij weer kon verkopen. Hoessein wist dat Nimrod een Djinn was, maar Roos en Bob hebben hem wijsgemaakt dat zij mensen waren.
Hoessein is in het eerste boek vermoord door Iblis, stamhoofd van de Ifrit.

#### Madame Coeur de Lapin
Madame Coeur de Lapin is een Française en de vrouw van de Franse ambassadeur in Egypte. Ze woont naast het huis Nimrod in Caïro in een wijk dat de Tuinstad wordt genoemd. Ze is heel boek 1 bezeten geweest door Iblis.

#### Frank Vody
Frank Vody is Djinn en behoort tot de Jann-stam. Hij heeft een grote, rode baard en een haakneus en hij draagt graag blauw.

### Demonen
In de serie komen diverse demonen voor.

#### Natuurgeesten
Natuurgeesten zijn kleine demonen die in de acht elementen (aarde, lucht, vuur, water, levenskracht, ruimte, tijd en geluk) leven. Je kan door bijvoorbeeld een watergeest af te sturen op iemand binnen in een woning laten regenen.

#### Ashmadai
Een demon dat ook wel "Asmodeus, het wezen des oordeels" wordt genoemd. Andere namen zijn Saturnus, Marcolf en Chammaday.
Het wezen is enorm groot en heeft drie koppen, een reptielenstaart en poten als een haan.

#### Hurkers
Een Hurker is een demon. Ayesha heeft een Hurker in dienst als butler, tuinman, klusjesman, bewaker en chauffeur. De naam van deze Hurker is Jonas Damascus.
Tijdens een aanval heeft hij kwijlende wijd opengesperde kaken. De kop is voor een groot gedeelte zwart, heeft brede schouders en lage achterlijf (zoals een hyena).
In een normale toestand ziet een Hurker er gewoon uit als een mens.

## Raakvlakken met mythologie, geloof en geschiedenis
Veel namen en benamingen die P. B. Kerr gebruikt komen van mythes uit Arabische en Perzische landen. Ook uit de Bijbel en Koran komen zijn een paar namen en benamingen gebruikt. Een aantal voorbeelden hiervan:
- Djinn: De Djinn zelf is afkomstig uit afkomstig van pre-Islamitische Arabische folklore.
- Iblis, de stamhoofd van een slechte stam: In de Koran staat de satan bekend onder de naam Iblis.
- Tammuz, de inwijdingsritueel uit de serie: Tammuz was in de Babylonische en Kanaänietische mythologie een god.
- Quaestor: In het Latijn betekent het letterlijk "Hij die vraagt". Hoewel dit wel de betekenis is van de bezwering in de serie is, was dit oorspronkelijk de titel van een vertegenwoordiger die toezicht hield op de schatkist in Rome.
- Asmodeus: De koning der demonen. Vooral bekend uit de deuterocanoniek boek van Tobit.

Stammen:
- Ifrit, de stam waar Iblis bij hoort: Afkomstig uit Islamitische mythe. In de mythe daadwerkelijk een slechte (duivelse) djinn.
- Marid, de stam waartoe de tweeling behoren: Ook afkomstig uit Arabische mythologie. Een Djinn dat geassocieerd wordt met open water.
- Ghul: Een monster (demon) uit een pre-Islamitische Arabische folklore. Tevens bekend als boosaardige Djinn.
- Shaitan: Dezelfde betekenins als Iblis.
- Jinn: Een Engelse benaming voor Djinn.

## Boeken
In het Nederlands vertaald:
- Het Achnaton avontuur (2004 (Engels), 2005 in Nederlands)
- De blauwe Djinn van Babylon (2005 (Engels), 2006 in Nederlands)
- De slangenkoning van Kathmandu (2006 (Engels), 2007 in Nederlands)

De rest van de serie wordt niet in het Nederlands uitgebracht wegens te weinig animo.
Niet in het Nederlands vertaald:
- The Day of the Djinn Warriors (augustus 2007)
- The Eye of the Forest (januari 2009)
- The Five Fakirs of Faizabad (november 2010)

## Film
De filmrechten werden in 2007 aangekocht door Dreamworks, die het project liet vallen, waarna Paramount een contract tekende in samenwerking met Disney. Lee Hall schreef een eerste versie voor de schrijversstaking (2008), maar de taak om de serie naar film te vertalen werd vervolgens overgedragen aan Dave Guion en Michael Handelman. In april 2013 was Paramount in gesprek met regisseur/schrijver Robert Rugan om de film te regisseren. De film werd echter nooit geproduceerd.